# Scopello
Scopello – miejscowość i gmina we Włoszech, w regionie Piemont, w prowincji Vercelli, w dolinie Valsesia w Alpach Pennińskich.
Według danych na rok 2004 gminę zamieszkiwało 441 osób, 24,5 os./km².